# Mauro Patrício
Mauro Patrício Atanes (Santos, Brasil; 4 de mayo de 1960) es un exfutbolista brasileño que se desempeñaba como defensa.

## Trayectoria
Sus inicios como futbolista profesional fueron en el Madureira, equipo con el cual firmó su primer contrato en 1980, en aquel año ayudó al club a salir subcampeón del Campeonato Carioca de Segunda División.
En 1981 fichó el Santos donde recibió una  carta de honor al mérito deportivo por su aporte al club. Al año siguiente abandonó Brasil para fichar por el Barcelona de Ecuaudor, en aquel equipo fue subcampeón del Campeonato Ecuatoriano de 1982.
En 1984 volvió a Brasil para jugar en el Portuguesa Santista y posteriormente en Marcílio Dias, Moto Clube y Sergipe.
En 1989 se transfirió al Río Ave de Portugal donde estuvo hasta 1990.
Posteriormente fichó por el Rough Riders de los Estados Unidos, donde se terminó consagrando campeón de la Región Noreste. Finalmente en 1994 anunció su retiro como futbolista profesional.
En 1999 comenzó a trabajar como profesor de futbol.

## Selección nacional
Fue convocado una vez en 1980 a la Selección de fútbol de Brasil.

## Clubes
| Club                | País           | Año       |
| ------------------- | -------------- | --------- |
| Madureira           | Brasil         | 1980      |
| Santos              | Brasil         | 1981-1982 |
| Barcelona           | Ecuador        | 1982-1983 |
| Portuguesa Santista | Brasil         | 1984-1985 |
| Marcílio Dias       | Brasil         | 1985-1986 |
| Moto Club           | Brasil         | 1986      |
| Sergipe             | Brasil         | 1987-1988 |
| Rio Ave             | Portugal       | 1989-1990 |
| Rough Riders        | Estados Unidos | 1991-1994 |

## Palmarés
| Título         | Club         | País           | Año  |
| -------------- | ------------ | -------------- | ---- |
| Región Noreste | Rough Riders | Estados Unidos | 1994 |

### Otros logros
- Subcampeón del Campeonato Carioca de Segunda División 1980 con Madureira.
- Subcampeón del Campeonato Ecuatoriano 1982 con Brarcelona SC.